# Mesopelex
Mesopelex is een geslacht van weekdieren uit de klasse van de Gastropoda (slakken).

## Soort
- Mesopelex zelandica B. A. Marshall, 1986